# Jean Pucelle

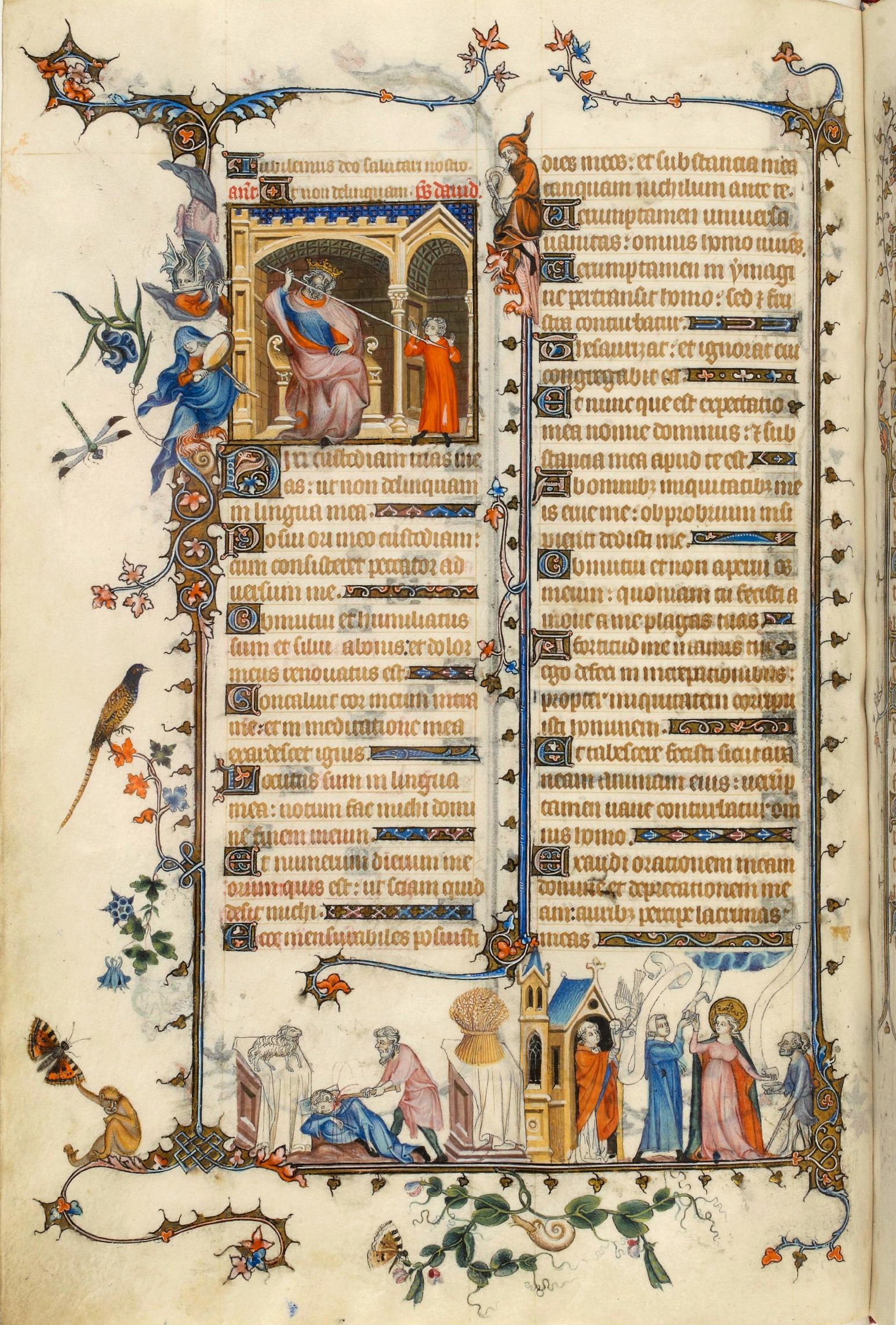
Página do Breviário de Belleville

Jean Pucelle (1300-1355) foi um iluminador gótico da Escola de Paris, ativo entre 1320 e 1350.  Seu estilo é caracterizado pelas figuras delicadas em grisaille, acentuadas pelos toques de cor. O trabalho mais famoso de Pucelle são As Horas de Jeanne d'Evreux (1324-1328).
As Horas de Jeanne d'Evreux é um livro de horas com iluminuras. Foi criado entre 1324 e 1328 por Pucelle para Jeanne d'Evreux, a terceira esposa de Carlos IV de França. Adolphe de Rothschild, de Gênova, adquiriu o livro no século XIX. Em sua morte, deixou a obra para seu sobrinho Maurice de Rothschild, em  Paris. Os alemães confiscaram o livro em 1940 durante a ocupação da França e o enviaram para o Castelo de Neuschwanstein, na Alemanha. Voltou para seu proprietário em 1948 e Maurice o vendeu para o Metropolitan Museum of Art, de Nova York, onde hoje faz parte da Coleção dos Cloisters.
Sua outra obra, o Breviário de Belleville é outra iluminura, produzida em Paris entre 1323 e 1326. Foi provavelmente executada para Jeanne de Belleville, esposa de Olivier de Clisson. O breviário é dividido em dois volumes e foi também propriedade de Carlos V de França e do Duque de Berry.  